# Mundys
Mundys S.p.A. (ранее известная как Atlantia S.p.A.) — итальянская холдинговая компания, концессионер автострад и аэропортов в ряде стран Европы и Латинской Америки. Компания работает преимущественно во Франции, Италии, Бразилии и Чили. Штаб-квартира компании располагается в Риме.
Акции компании котировались на Миланской фондовой бирже, крупнейшим акционером с долей 42,25 % акций была компания Sintonia (инвестиционный холдинг семьи Бенеттон).

## История
Предшественник компании, госпредприятие Autostrade Concessioni e Costruzioni SpA («Концессии и строительство автострад»), был учреждён в 1950 году Институтом промышленного восстановления. В 1956 году началось строительство Автострады A1, связавшей Милан с Неаполем, самой длинной автострады Италии. В 1999 году Autostrade было приватизировано, ключевым акционером стал холдинг семьи Бенеттон Edizione.
В 2003 году была учреждена компания Autostrade per l’Italia S.p.A., акции которой были размещены на Итальянской фондовой бирже. В 2005 году началось расширение деятельности в другие страны, были приобретены концессии на управление платными дорогами в Бразилии, Чили, Индии и Польше. В 2007 году был создан холдинг Atlantia, в который вошли Autostrade per l’Italia и зарубежные приобретения.
В 2013 году была поглощена компания Gemina, включая её дочернюю структуру Aeroporti di Roma, управляющую двумя аэропортами Рима (Фьюмичино и Чампино). В ноябре 2016 года было завершено приобретение компании Aéroports de la Côte d’Azur, владевшей концессиями на три аэропорта на Лазурном берегу Франции (Ницца Лазурный Берег, Канны — Мондельё и Сен-Тропе).
В августе 2018 года в Генуе обвалился виадук, который обслуживала Atlantia (её дочерние компании Autostrade per l'Italia и SPEA), погибло 43 человека. В сентябре 2022 года суд Генуи закрыл уголовное дело против Autostrade per l'Italia, однако в ноябре того же года начал рассмотрение коллективного гражданского иска. В мае 2022 года Autostrade per l'Italia была продана холдингу с государственным участием Holding Reti Autostradali SpA.
В октябре 2018 года Atlantia приобрела контрольный пакет акций испанского оператора платных дорог Abertis, в выкупе акций этой компании также приняли участие Grupo ACS (30 %) и её немецкий филиал Hochtief (20 % минус одна акция); стоимость этой сделки составила 16,5 млрд евро.
В 2022 году семья Бенеттон с помощью американской инвестиционной группы Blackstone выкупила акции, сделав компанию Atlantia частной. В марте 2023 года название Atlantia было изменено на Mundys. По состоянию на конец 2023 года у компании было 3 акционера: Edizione SpA (холдинг семьи Бенеттон, 57 %), Blackstone (37,8 %) и Fondazione Cassa di Risparmio di Torino (5,2 %).

## Деятельность
Подразделения по состоянию на 2023 год:
- автомобильные дороги - 46 концессий, общая протяжённость 8900 км (Франция, Бразилия, Испания, Италия, Чили, Мексика, Аргентина, Индия, Пуэрто-Рико, Польша, США), выручка 6,31 млрд евро;
- аэропорты - 5 аэропортов в Италии и Франции (включая Фьюмичино), выручка 1,19 млрд евро;
- услуги мобильности - система автоматического сбора пошлины Telepass[англ.] и оператор управления дорожным движением Yunex Traffic (600 городов на 4 континентах), выручка 1,12 млрд евро.

Выручка за 2023 год составила 9,71 млрд евро, основными рынками для компании были Франция (2,47 млрд евро), Италия (1,99 млрд евро), Бразилия (1,43 млрд евро), Чили (1,04 млрд евро), Мексика (773 млн евро), Испания (599 млн евро), Пуэрто-Рико (240 млн евро), Аргентина (238 млн евро), США (211 млн евро), Великобритания (205 млн евро), Германия (138 млн евро), Польша (83 млн евро) и Индия (43 млн евро).